# Mirko Stieber
Mirko Stieber (* 3. ledna 1945) je český spisovatel a dramatik, žijící v Praze.

## Život
Mirko Stieber se narodil v pražské stavitelské rodině. Jeho otec však mohl dokončit studia na Českém vysokém učení technickém až po válce. Dědeček, bývalý stavební podnikatel (jeho firma postavila například dnešní americkou residenci či budovy ruské a čínské ambasády v Praze)[zdroj?], architekt a president Inženýrské komory, přišel po únoru 1948 o svou firmu, zámek i lesy a byl (v akci B, buržousti z Prahy ven) vyhoštěn s celou svou rodinou do vysídleného pohraničí. A jen díky důrazné přímluvě odborářů a komunistů z jeho vlastní firmy mohla jeho rodina zůstat v Praze a jeho vnuk (který chtěl být lesníkem, ale dostal na vybranou stát se horníkem či kominíkem) se mohl vyučit řemeslu v Průmstavu, dědečkově bývalé stavební firmě.
Předtím však značnou část svého dětství prožil u rodičů své matky v Podkrkonoší. Druhý dědeček, bývalý továrník, zakladatel lomnického letiště, předseda leteckého a loveckého klubu, také nezahořkl. Sochařil, maloval, psal pohádky a svého vnuka vedl k lásce k přírodě, myslivosti, umění, koním, psům, včelám … a tak ho pro příští život výrazně ovlivnil.
Mirko Stieber se po vyučení (s novým „ dělnickým“ profilem) dostal na průmyslovou školu, kterou však později opustil. Začal psát povídky (otištěné v Literárních novinách, Studentu, Mladém světě, Trnu, Sešitech atp.) hrát amatérské divadlo. Střídal, leckdy po několika měsících, nejrůznější povolání. Jezdil se sanitkou, s několika cirkusy. Pracoval v lese, jako osvětlovač v divadle, cihlář, závozník, topič, plavčík.
Po maturitě na večerním gymnasiu studoval (kvůli odkladu vojny) jeden měsíc na Strojní fakultě Českého vysokého učení technického, a potom pět nádherných let scenáristiku a dramaturgii na Filmové fakultě Akademie múzických umění (FAMU). Krátce pak byl scenáristou na Barrandově, ale brzo dal výpověď. odešel na volnou nohu a věnoval se psaní divadelních, televizních a rozhlasových her.
Nejkrásnější vzpomínky má na čas, kdy mohl být při zkouškách svědkem, jak Miroslav Macháček režíruje jeho hru „Poslední prázdniny“ s herci Hrušínským, Růžkem, Petrovickou, Havelkovou, Svojtkou, Štěpánkem, Medveckou, Turbovou, Štepničkou a Čápem v Národním divadle.
Po „listopadu“ převzal starost o vrácené rodinné lesy a splnil si tak svůj dávný „lesnický“ sen. A navíc mohl mít své koně, psy, včely a věnovat se létání. Když se mu lesní hospodářství podařilo s pomocí odborníků odvodnit, zašetřit, vylepšit, opravit staré rybníky a postavit dva nové, přiletěla z Ameriky tetička a lesy (které ji jeho dědeček kdysi věnoval) prodala. Stejně, jako po „únoru“ jeho předci, nezahořkl, opustil lesovnu a začal se opět věnovat psaní. S vírou, že se mu ještě podaří vytvořit něco dobrého a krásného.

## Dílo
Divadlo
- Poslední prázdniny - Národní divadlo (1977)
- Soukromá věc - Divadlo S.K. Neumanna (1977)
- Paganini a Frištenský - Divadlo E. F. Buriana (1979)
- Rychlokurs dokonalé harmonie - Městská divadla pražská (1981)

- Stříbrná svatba a Svatební noc - Státní divadlo v Brně (1993)
- Bláha a Vrchlická - Těšínské divadlo (1997)
- Proszę, zrób mi dziecko (Bláha a Vrchlická) - Teatr Polski Bielsko-Biała (1999)
- Něha - komedie o zabíjení a umírání (2015) - poslední zatím neuvedená hra

Televizní hry
- Báječní milenci potřebují čas (1978)
- Svatební noc (1970 uvedeno 1982)
- Holubník (1980)
- Nádherná města (1983)
- Bláha a Vrchlická (1991)
- Pozvání na večeři (1993)
- Koncert (1995)

Rozhlasové hry   
Chlapáci (1975), Dva (1977), Srdeční slabost (1980), Babí léto (1981), Nejkrásnější román na světě (1981), První povídka (1982), Absolutní nesmysl (1982), V mezipatře (1983), První rande (1983), Uprostřed mostu (1985), Noční výlet (1983), Sledovaný objekt (1987), Po bitvě (2014)
Beletrie
- Neukojený milenec ve skleněné rakvi (1999)
- Radostný příběh (2008)